# Föreningen för kvinnans politiska rösträtt i Helsingborg

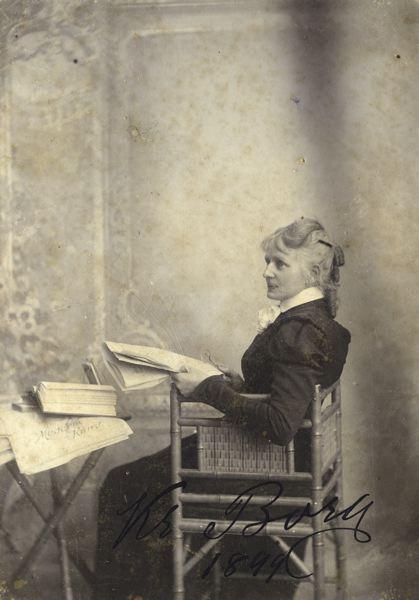
Signerat foto av Kristina Borg.

Föreningen för kvinnans politiska rösträtt i Helsingborg, även kallad Helsingborgföreningen för kvinnans politiska rösträtt, var Helsingborgs lokalförening inom Landsföreningen för kvinnans politiska rösträtt (LKPR), bildad 1903. Föreningen var verksam lokalt i Helsingborg och arbetade för införandet av kvinnors rösträtt i Sverige.

## Historik
Föreningen bildades 1903. 
Bland aktiviteterna fanns föredrag, samkväm, insamling av medel och förhandlingar om samarbete med andra organisationer.
Inför 1916 års landstingsmannaval "utsände föreningen cirka 50 ex. frågeformulär till länets landstingsmannakandidater för att utröna
deras ställning till kvinnornas rösträttsfråga, och publicerades svaren i tidningen Västernorrlands Allehanda. Vid stadsfullmäktigvalen lät föreningen uppsätta en kvinnlig kandidat, men ingen kvinna blev dock vald."
Kvinnlig rösträtt accepterades av riksdagen 1919 och genomfördes 1921, vilket medförde att både landsföreningen och alla dess lokalföreningar upphörde mellan 1919 och 1921.

## Ordförande
- Kristina Borg, 1903–1921